# Luis B. Carranco
Luis B. Carranco (México D.F., 10 de mayo de 1970) es un director guionista y productor de cine. 

## Biografía
Es miembro de la Sociedad Mexicana de Directores - Realizadores de Obras Audiovisuales. 
Director, guionista y productor de largometrajes, cortometrajes y comerciales para televisión, estudió el Diplomado en Apreciación Cinematográfica en la Universidad Iberoamericana y se especializó en Dirección Cinematográfica para después matricularse en el Curso de Guion del Centro de Capacitación Cinematográfica, C.C.C.
En 1996 dirigió su primer cortometraje Coleccionistas con las actuaciones especiales de Alejandro Tommasi y Ernesto Yáñez.
Durante algunos años fue profesor en la licenciatura en Cine y T.V. del CECC Pedregal donde impartió, entre otras, las materias de Lenguaje Cinematográfico, Dirección y Guion. 
Escribió la adaptación para cortometraje del cuento de Edgar Allan Poe El corazón delator, realizado en 2006 con la actuación de Daniel Giménez Cacho y la película Cowboys Come Riding (Cowboys Gang Life 4Ever) y Tenías que ser tú protagonizada por Ahrid Hannaley Juan Alejandro Ávila y Gloria Navarro. 
En 2008 realiza su primer trabajo por encargo El hijo de Judas del cual renunció junto con el director de fotografía antes de terminar el rodaje por no estar de acuerdo con los bajísimos estándares de calidad que los productores ofrecían y el resultado final no lo dirigió él.
De 2008 a 2012 trabajó como analista literario y de contenidos en Alebrije Cine y Video con la productora Mónica Lozano dictaminando guiones y proyectos para su eventual producción.
En 2013 dirigió el largometraje Ladies Nice con la actuación estelar de Paola Galina, Alfonso Dosal, Jorge Adrián Espíndola, Christian Vázquez y Armando Hernández. 
Ese mismo año también realizó la serie documental de televisión Retratos (serie de TV México) para Canal Once del IPN producido por Charanga Films.
A finales de 2014 escribió y dirigió el largometraje De mujer a mujer con las actuaciones de Susana Alexander, Rocío Verdejo, Juan Ríos Cantú, José Carlos Rodríguez y María Gonllegos.
En 2017, junto con el director Álvaro Matute Gorráez inició el proyecto para serie de televisión de terror/aventura titulado "El portal de Xibalba", coescrito con Luis Alonso Cortés Castaño y ubicado en la selva lacandona de Chiapas y con las actuaciones de Ela Velden, María Fernanda Quiroz, Juan Ugarte y Giuseppe Gamba.

## Filmografía
- Coleccionistas (1996)
- El corazón delator (2006)
- Tenías que ser tú (2007)
- Cowboys Come Riding (2007)
- Ladies Nice (2013)
- Retratos (2013). Serie de televisión.
- De mujer a mujer (película de 2014)